# Strasburgs Preußenfisch
Strasburgs Preußenfisch (Dascyllus strasburgi) ist eine Art aus der Familie der Riffbarsche (Pomacentridae). Die Fische leben endemisch bei den südpazifischen Marquesas, einer 1.600 Kilometer nordöstlich von Tahiti gelegenen und politisch zu Französisch-Polynesien gehörenden Inselgruppe. Strasburgs Preußenfisch ersetzt dort den weitverbreiteten, aber bei den Marquesas nicht vorkommenden, nah verwandten Dreipunkt-Preußenfisch (Dascyllus trimaculatus).

## Merkmale
Strasburgs Preußenfische werden neun Zentimeter lang. Ihre Körperhöhe ist mit einem Verhältnis von 1/1,6 (Körperhöhe / Körperlänge) sehr hoch. In der Färbung ähneln sie weitgehend dem Dreipunkt-Preußenfisch und unterscheiden sich von dieser Art vor allem durch metrische Werte. Entlang des Seitenlinienorgans haben Strasburgs Preußenfische 18 bis 19 Schuppen. Die Anzahl der Kiemenreusenfortsätze beträgt 22 bis 25.
- Flossenformel: Dorsale XII/15–16, Anale II/14–15, Pectorale 19–21.

## Lebensweise
Die Fische leben in Korallen und Felsriffen in Tiefen von 5 bis 15 Metern. 
Strasburgs Preußenfische ernähren sich von Ruderfußkrebsen, anderen kleinen planktonischen Krebstieren und Algen. Die Fische sind wie alle Riffbarsche Substratlaicher und kleben ihren Laich in einer Höhle oder versteckten Nische an die Wand. Das Männchen bewacht den Laich. 